# Чикола (река)
Чикола (хорв. Čikola) — река в Хорватии, в жупании Шибенско-Книнска. Длина реки составляет 39 километров. Помимо того, что сама Чикола является левым притоком реки Крка, она имеет и несколько собственных притоков, крупнейшим из которых является река Врба, протянувшаяся на 19 километров.

## Название
Название «Чикола» турецкого происхождения. Это слово переводится как «вода через скалы» и относится к той части реки, которая проходит через одноимённый каньон. До 1522 года она именовалась Польшчица (хорв. Poljščica)[страница?].